# Helina barpana
Helina barpana är en tvåvingeart som först beskrevs av Walker 1849.  Helina barpana ingår i släktet Helina och familjen husflugor. Inga underarter finns listade i Catalogue of Life.